# 刘文军
刘文军（？—），男，汉族，中华人民共和国政治人物。曾任中国共产党第十九届中央纪律检查委员会委员，中国人民解放军国防科技大学党委常委、副政治委员兼纪委书记。